# Wilhelm Gottlob Lasch
Wilhelm Gottlob Lasch (ur. 28 stycznia 1787 w Berlinie, zm. 1 lipca 1863 w Drezdenku) – niemiecki farmaceuta, botanik i mykolog.

## Życiorys
Opisał nowe gatunki roślin i grzybów. Przy ich nazwach naukowych dodawany jest cytat Lasch. Uhonorowano go nazywając jego nazwiskiem rośliny, m.in. Hieracium laschii Zahn, Hypericum laschii Frolich, Dryopteris laschii E.Walter in Walter & Calle, Rubus laschii Focke i grzyby Typhula laschii Rabenh., Puccinia laschii Lagerh.